# 15. juni
15. juni er dag 166 i året i den gregorianske kalender (dag 167 i skudår). Der er 199 dage tilbage af året.
Vitus dag. Vitus bliver af sin amme og lærer opdraget i den kristne tro og kendt for sin evne til at helbrede. Da han ikke vil ofre til de hedenske guder, bliver han udsat for grusom tortur, indtil en engel udfrier ham. Vitus er en af middelalderens 14 nødhjælpere – med epilepsi og kramper som speciale.
Den 15. juni er det valdemarsdag (indført 1912 ved Cirk.Nr.391 24/12 1912).
Dagen kendes også som genforeningsdag, da Genforeningen 1920 fandt sted 15. juni.

### Begivenheder
Født - Dødsfald
- 1169 - Den danske konge Valdemar den Store og biskop Absalon indtager på et korstog den vendiske borg ved Arkona på Rügen og brænder en stor træfigur af den hedenske gud Svantevit.
- 1215 - Den engelske kong Johan uden Land tvinges af baronerne til at underskrive Magna Carta, som er en håndfæstning.
- 1219 - Under ledelse af Valdemar Sejr erobrer danskerne den nordlige del af Estland. Ifølge sagnet falder Dannebrog ned fra himlen og indgyder danskerne mod.
- 1667 - Den franske læge Jean-Baptiste Denys gennemfører en succesfuld blodtransfusion fra et får til et menneske.
- 1752 - Benjamin Franklin gennemfører sit kendte eksperiment, hvor han opsender en drage med en nøgle fastgjort og beviser, at lyn er en elektrisk udladning.
- 1810 - Egmont, opus 84, af Ludwig van Beethoven har premiere.
- 1844 - Vulkanisering af gummi patenteres af Charles Goodyear.
- 1864 - Arlington Militærkirkegård etableres i nærheden af Washington D.C..
- 1869 - Plaststoffet celluloid patenteres af amerikaneren John Wesley Hyatt.
- 1888 - Wilhelm 2. bliver tysk kejser efter sin far Frederik 3..
- 1920 - Ved genforeningen overgår Sønderjylland formelt til dansk administration.
- 1924 - Erik Saties ballet, "Mercure", har premiere på Théâtre de la Cigale.
- 1924 - Indianere i USA udnævnes officielt til borgere i USA.
- 1945 - Astrid Lindgren indleder sit store forfatterskab med at udsende den første bog om Pippi Langstrømpe.
- 1957 - Indiens premierminister Jawaharlal Nehru kommer på statsbesøg i Danmark.
- 1958 - Grækenland afbryder sine militære forbindelser med Tyrkiet på grund af Cypern.
- 1969 - Danmark slår Ungarn i fodbold 3-2 i Idrætsparken.
- 1972 - Det tyske politi arresterer Ulrike Meinhof, hvorefter den hårde kerne i Baader-Meinhof gruppen er bag tremmer.
- 1976 - Fire socialrådgivere får som de første eksamen fra Roskilde Universitetscenter.
- 1977 - For første gang siden 1936 afholdes frie valg i Spanien.
- 1978 - Den 42-årige kong Hussein af Jordan vies til den 26-årige amerikanske Lisa Halaby.
- 1981 - SF'eren Jens Maigaard får 6 måneders fængsel for underslæb for 68.000 kr. fra venstrefløjens valgfond.
- 1982 - Michael Laudrup debuterer på sin 18-års fødselsdag på Danmarks fodboldlandshold. Han scorer Danmarks enlige mål i 2-1 nederlaget ude mod Norge.
- 1984 - Den skriftlige eksamen på landets 40 tekniske skoler må gå om, da 800 elever får udleveret samme opgave som ved foregående års eksamen.
- 1985 - Et jordskælv på 4,5 på Richterskalaen rammer det nordøstlige Sjælland og Sydsverige.
- 1997 - Den danske racerkører Tom Kristensen vinder 24-timersløbet i Le Mans for første gang.
- 2002 - Danmark taber 3-0 til England i 8. delsfinalen ved VM i fodbold i Japan/Sydkorea.
- 2008 - Den danske racerkører Tom Kristensen vinder 24-timersløbet i Le Mans for 8. gang.
- 2011 - Folkemødet afholdes for første gang. Her som 3-dages arrangement i Allinge på Bornholm.

### Født
- 1594 - Nicolas Poussin, fransk maler (død 1665).
- 1843 - Edvard Grieg, norsk komponist (død 1907).
- 1861 - Ernestine Schumann-Heink, tjekkisk-amerikansk operasanger (død 1936).
- 1872 - Johanna Gadski, tysk operasanger (død 1932).
- 1884 - Harry Langdon, amerikansk skuespiller (død 1944).
- 1902 - Max Rudolf, tysk dirigent (død 1995).
- 1902 - Erik Homburger Erikson, tysk psykolog (død 1994).
- 1911 - Grete Frische, dansk skuespiller, filminstruktør og manuskriptforfatter (død 1962).
- 1914 - Jurij Andropov, sovjetisk kommunistisk generalsekretær (død 1984).
- 1915 - Nini Theilade, dansk solodanser og balletpædagog (død 2018).
- 1916 - Herbert Simon, amerikansk økonom og modtager af Nobelprisen i økonomi (død 2001).
- 1917 - John Bennett Fenn,  amerikansk nobelpristagende kemiker (død 2010).
- 1920 - Knud Poulsen, dansk journalist, forfatter, teaterdirektør, oversætter og radiokommentator (død 2003).
- 1921 - Erroll Garner, amerikansk musiker (død 1977).
- 1923 - Erland Josephson, svensk skuespiller (død 2012).
- 1924 - Ezer Weizman, israelsk præsident (død 2005).
- 1925 - Hugo Pratt, italiensk tegneserieskaber (død 1995).
- 1934 - Nelly Jane, dansk sprechstallmeister (død 2009).
- 1935 - Annelise Meineche, dansk filminstruktør (død 2012).
- 1942 - John E. McLaughlin, amerikansk direktør for CIA.
- 1943 - Poul Nyrup Rasmussen, tidligere statsminister og EU-parlamentariker.
- 1943 - Johnny Hallyday, fransk sanger og skuespiller.
- 1946 - Noddy Holder, engelsk musiker i Slade.
- 1946 - Demis Roussos, græsk sanger.
- 1947 - Alain Aspect, fransk fysiker.
- 1954 - Uffe Elbæk, folketingsmedlem, politisk leder for Alternativet og tidligere dansk rektor for KaosPiloterne.
- 1954 - Dan Laustsen, dansk filmfotograf.
- 1954 - James Belushi, amerikansk skuespiller.
- 1955 - Pete Repete, dansk musiker.
- 1959 - Jesper Worre, tidligere dansk cykelrytter.
- 1963 - Helen Hunt, amerikansk skuespiller.
- 1964 - Michael Laudrup, dansk fodboldspiller og -træner.
- 1964 - Courteney Cox, amerikansk skuespiller.
- 1965 - Morten Christensen, dansk tennisspiller og -landstræner.
- 1969 - Ice Cube, amerikansk rapper.
- 1969 - Oliver Kahn, tysk fodboldspiller.
- 1972 - Louise Gade, dansk politiker og viceborgmester i Århus.
- 2015 - Prins Nicolas af Sverige

### Dødsfald
- 1184 - Magnus Erlingsson, norsk konge (født 1156).
- 1849 - James Polk, amerikansk præsident (født 1795).
- 1888 - Frederik 3., preussisk kejser (født 1831).
- 1889 - Mihai Eminescu, rumænsk digter (født 1850).
- 1968 - Wes Montgomery, amerikansk jazzguitarist (født 1925).
- 1993 - James Hunt, britisk racerkører (født 1947).
- 1995 - Preben Lerdorff Rye, dansk skuespiller (født 1917).
- 1996 - Ella Fitzgerald, amerikansk jazzsanger (født 1918).
- 1997 - Frode Jakobsen, dansk politiker og modstandsmand (født 1906).
- 2001 - Leif Kayser, dansk komponist (født 1919).

|  | Denne datoartikel kan blive bedre, hvis der indsættes et (bedre) billede Du kan hjælpe ved at afsøge Wikimedia Commons for et passende billede eller uploade et godt billede til Wikimedia Commons iht. de tilladte licenser og indsætte det i artiklen. |